# Monica di Cagliari
Il Monica di Cagliari è un vino DOC la cui produzione è consentita nelle province di Cagliari e Oristano.

## Caratteristiche organolettiche
- colore: rosso rubino tenue, tendente all'arancione con l'invecchiamento.
- odore: etereo, intenso ma delicato.
- sapore: gradevole, morbido e vellutato.

## Storia
Il Vitigno Monica venne introdotto in Sardegna dagli spagnoli. Questa qualità di uva si chiamava "Morillo", che significava "moro" da cui poi siamo arrivati all'attuale nome di Monica.

## Produzione
Provincia, stagione, volume in ettolitri
- Cagliari  (1993/94)  112,25